# Ludwig Gschossmann
Ludwig Gschossmann (Monaco di Baviera, 8 luglio 1913 – Tegernsee, 22 agosto 1988) è stato un pittore tedesco.

## Biografia
Nato a Monaco, cresciuto nella regione di Wachau è stato allievo nella Landeskunstschule di Amburgo. Poi si è trasferito a Monaco dove ha studiato affresco alla Konigliche Kunstgewerbeschule e ha frequentato i corsi serali dell'Akademie der Bildenden Kunste sotto la guida di Bauer. Ha anche studiato scenografia ad Augusta e a Lubecca.
In un primo tempo si è dedicato a una pittura realistica di paesaggio dedicandosi poi a modi sempre più impressionistici.
Con buon successo si dedica quindi a motivi di vita della società di Monaco, sale da ballo e scene di traffico cittadino con carrozze e cavalli, cacce alla volpe, o di vita sul lago Tegernsee.
Tiene mostre personali non solo in Germania, ma anche in Francia, Svezia, Svizzera e Stati Uniti.
Dal 1938 al 1944 è sempre presente a tutte le principali mostre d’arte a Monaco.
Si dedica anche a viaggi in Europa ed in particolare in Italia per ricavare spunti e dipingere direttamente paesaggi dal vero.
Si ritira a vivere e lavorare a Tegernsee dove muore nel 1988.